# تابع هزینه تاگوچی
تابع هزینه تاگوچی، توصیف گرافیکی ازدست‌دادن توسعه است، که توسط آمارگیر تجاری ژاپنی گنیچی تاگوچی ارائه شده و پدیده‌ای را که بر ارزش محصولات تولید شده توسط یک شرکت اثر می‌گذارد، توصیف می‌کند. دبلیو ادواردز دمینگ بیان کرد که کیفیت به‌طور ناگهانی کاهش پیدا نمی‌کند برای مثال یک مکانیک فراتر از رواداری یک طرح سخت عمل می‌کند در عوض ازدست‌دادن مقدار ارزش به تدریج افزایش می‌یابد، زیرا تغییرات از شرایط مورد نظر افزایش می‌یابند. این یک پیشرفت در توصیف کیفیت بود و به سوخت حرکت مدام بهبود یافته که به عنوان تولید کم‌سود شناخته شده‌است، کمک می‌کند. مفهوم عملکرد تابع هزینه تاگوچی، در مقایسه با مفهوم کیفیت آمریکایی، به خوبی به عنوان فلسفه هدف محور که توسط معلم مذهبی آمریکایی فیل کرازبی ارائه شده بود، شناخته شد. فلسفه هدف‌محور، تأکید می‌کند که اگر ویژگی محصول با مشخصات طراحی شده مطابقت ندارد، آن را به عنوان یک محصول با کیفیت پایین صرف نظر از مقدار انحراف از ارزش هدف نامگذاری کند. این مفهوم با مفهوم گلزنی در بازی فوتبال یا هاکی شباهت دارد، زیرا یک هدف بدون توجه به موقعیت ضربه به توپ در پست هدف مورد شمارش قرار می‌گیرد حتی اگر در مرکز یا اطراف کرنر باشد. این یعنی اگر میزان محصول از رواداری کمتر شود، کیفیت محصول به‌طور ناگهانی کاهش می‌یابد.
تاگوچی از طریق مفهوم عملکرد ازدست‌دادن کیفیت توضیح داد که از نقطه نظر مشتری این افت کیفیت ناگهانی نیست. مشتری کیفیت یک محصول را زمانی از دست می‌دهد که مشخصات محصول متفاوت از ارزش هدف باشد. این «ضرر و هزینه» با عملکرد ازدست‌دادن کیفیت نشان داده می‌شود و از منحنی سهموی ریاضی {\displaystyle L=K(y-m)^{2}}پیروی می‌کند؛ که M مقدار هدف یا مقدار میانگین، Y ارزش واقعی محصول، K مقدار ثابت و L هزینه است. این یعنی اگر تفاوت بین اندازه واقعی و مقدار هدف یعنی (K-M) بزرگ باشد، هزینه داده‌ها صرف نظر از مشخصات رواداری بیشتر خواهد بود. این معادله برای ضرب واحد درست است. اگر هزینه برای ضرب‌های چندگانه محاسبه شود، تابع هزینه توسط  {\displaystyle L=K[S^{2}+({\bar {y}}-m)^{2}]}داده می‌شود، که در آن  {\displaystyle S^{2}}واریانس اندازه محصول و  {\displaystyle {\bar {y}}}میانگین اندازه محصول است.